# Carboneras (Huelva)
Carboneras es una pedanía perteneciente al municipio de Aracena, en la provincia de Huelva (España). En el año 2021, poseía una población de 104 habitantes.

## Situación
La aldea se encuentra a 3 kilómetros al norte de Aracena.

## Historia
De origen medieval, su nombre deriva de la profesión que ejercía una gran parte de la población allí asentada.

## Cultura
Dentro de su patrimonio cultural destaca la Iglesia de San Antonio Abad, de estilo mudéjar y construida entre los siglos XV y XVI.